# Calvary Holiness Church
The Calvary Holiness Church är namnet på två amerikanska trossamfund med bakgrund i wesleyanisk helgelserörelse:
- kyrka som existerade mellan 1934 och 1955. Grundad av Maynard James och Jack Ford, resevangelister inom the International Holiness Mission. Den 11 juni 1955, valde denna kyrka (med 22 lokala församlingar och över 600 medlemmar) att ansluta sig till Nazaréens kyrka.

- en liten utbrytargrupp från the Brethren in Christ Church, med två församlingar och omkring 40 medlemmar som bildades 1963.